# Радькова, Виктория Викторовна
Виктория Викторовна Радькова (бел. Вікторыя Віктараўна Радзькова; род. 27 апреля 2004 года, Буйничи, Беларусь) — белорусская спортсменка, борец вольного стиля. Трёхкратная чемпионка Белоруссии (2022, 2023, 2024). Мастер спорта Республики Беларусь по вольной борьбе.

## Биография
Виктория родилась 27 апреля 2004 года, в агрогородке Буйничи Могилёвской области Республики Беларусь. Радькова Виктория воспитанница "СДЮШОР Могилевского района". Ее первыми тренерами являются Владимир Песецкий и Кирилл Рожков.

## Спортивная карьера

### Радькова в юношестве
В конце 2016 года Радькова стала второй на региональном турнире памяти кавалера трех орденов Славы Сергея Сотникова в Могилёве. В 2018 году стала победительницей спартакиады Республики Беларусь среди школьниц в Минске. В 2019 стала второй на первенстве Республики Беларусь среди юношей (до 17 лет) в Гомеле в весовой категории до 57 кг. В 2020 году Радькова выиграла первенства Республики Беларусь среди юношей в весе до 69 кг. В апреле 2021 года повторила свой успех прошлогодней давности, выиграв снова первенство Республики Беларусь в весе до 69 кг. После победы на национальном первенстве Виктория впервые выступила в качестве члена сборной Республики Беларусь на международной арене и добилась неплохих результатов. В июне 2021 года в столице Венгрии она стала победительницей первенства Европы среди юношей, победив в 1/8 финала украинку Ирину Заблоцкую, в четвертьфинале хорватку Гию Кастелан, в полуфинале россиянку Алину Рыбкину и в финале польку Жанину Жаворскую. В августе она приняла участие на первенстве мира среди юношей, который прошёл в Уфе (Россия), где она завоевала бронзовую медаль, уступив лишь американке Амит Элор.

### 2022
В январе дебютировала на взрослом уровне, на чемпионате Белоруссии (Солигорск) она взяла золотую медаль, одолев в финале Наталью Бельскую из Гомельской области в весовой категории до 68 кг. В феврале Радькова выиграла первенство страны до 23 лет в Пинске, а в апреле финишировала первой на юниорском первенстве Республики Беларусь (до 20 лет) в весовой категории до 72 кг. В июне Виктория стала второй на турнире памяти Николая Королёва среди взрослых спортсменов. В сентябре Виктория впервые выступила на взрослом международном турнире гран-при Александр Медведь, но в полуфинале разгромно проиграла пятому номеру сборной России Елизавете Петляковой (9-1), но не потеряла шанс вернуться в гонку за призовое место и выиграла бронзовую медаль в поединке против узбекской спортсменке Фирузы Есенбаевой.

### 2023
В январе Радькова снова выиграла чемпионат Республики Беларусь среди взрослых в г. Молодечно в весовой категории до 72 кг. В апреле Радькова выиграла первенство страны среди юниоров во второй раз. В июне она стала двухкратной победительницей первенство Белоруссии до 23 лет в Солигорске. В октябре выиграла бронзовую медаль на первенстве мира до 23 лет в Тиране (Албания). В ноябре выиграла на гран-при "Александр Медведь", который прошёл в Минске.

### 2024
В апреле Виктория выиграла в третий раз первенство Республики Беларусь до 23 лет. В мае добыла бронзовую медаль на первенстве Европы среди спортсменок до 23 лет в Баку. В июле выиграла первенство Европы среди юниоров в Сербии. В августе в третий раз выиграла чемпионат Белоруссии в весе до 68 кг.

### 2025
В январе в четвертый раза стала победительницей первенство Белоруссии до 23 лет в весовой категории до 65 кг. В марте стала бронзовой медалисткой первенства Европы до 23 лет в Албании.

## Спортивные результаты
Взрослый уровень
- 2022, 2023, 2024 Чемпионат Республики Беларусь — ;
- 2022 Гран-при Александр Медведь — ;
- 2023 II Игры стран СНГ — ;
- 2023 Гран-при Александр Медведь — ;
- 2025 Гран-При Александр Медведь — ;[23]

Юниорский уровень
- 2022, 2023, 2024, 2025 Первенство Беларуси до 23 лет — ;
- 2022, 2023 Первенство Беларуси — ;
- 2023 Первенство мира до 23 лет — ;
- 2024 Первенство Европы до 23 лет — ;
- 2024 Первенство Европы — ;
- 2025 Первенство Европы до 23 лет — ;

Юношеский уровень
- 2019 Первенство Беларуси — ;
- 2020, 2021 Первенство Беларуси — ;
- 2021 Первенство Европы среди кадетов — ;
- 2021 Первенство мира среди кадетов — ;